# 오래된 인력거
오래된 인력거(My Barefoot Friend)는 이성규 감독의 2011년 대한민국 다큐멘터리 영화로, 기쁨의 도시 콜카타에서 지열 70도의 아스팔트 위를 맨발로 달리는 인력거꾼들의 삶을 그려낸 작품이다. 이성규 감독은 지난 1999년 인도에서 인력거를 끄는 살림의 모습에 감동을 받은 후 10년간 영화 작업을 했다.
개봉 전부터 2011년 그리스 테살로니키 다큐멘터리 영화제와 캐나다 핫독스 다큐멘터리 영화제에 공식 초청되었으며, 2010년 암스테르담 국제 다큐멘터리 영화제 장편 경쟁부문에 후보로 올랐다.

## 출연

### 주연
- 샬림
- 마노즈

## 기타
- 제작책임: 박기석
- 제작책임: 이동기
- 프로듀서: 정광철
- 프로듀서: 박문수
- 프로듀서: 이성규
- 공동프로듀서: 김은정
- 공동프로듀서: 임영주
- 촬영부: 									김상진  (촬영부)
- 촬영부: 김태곤
- 조감독: 주종원
- 조감독: 아쉬시
- 조감독: 디베딕
- 믹싱: 김동엽
- 믹싱: 조대천
- 현장녹음: 사공연
- 편집부문: 류인호
- 편집부문: 송규학
- 편집부문: 김용철
- 편집부문: 최윤원
- 디지털처리: 김형희
- 마케팅총책임: 이헌희
- 마케팅총책임: 김민철
- 배급: 최명숙
- 마케팅부문: 박채리
- 마케팅부문: 박주원
- 마케팅부문: 박소연
- 마케팅부문: 최미선
- 배급부문: 박채리
- 배급부문: 장예라
- 마케팅부문: 우창우
- 마케팅부문: 손효색
- 마케팅부문: 정보름
- 예고편: 최진재
- 광고 디자인: 김혜원
- 번역: 주종원
- 번역: 아쉬시
- 번역: 디베딕
- 번역: 김민철
- 번역: 김진희